# ترجمان السنة
ترجمان السنة (الأردية: ترجمان السنہ) هو كتاب حديث مكون من أربعة مجلدات من تأليف بدر علم المراثي باللغة الأردية. في هذا العمل، قام بتنظيم مجموعة متنوعة من الأحاديث بشكل منهجي تحت عناوين فصول محددة، مع التركيز في المقام الأول على مسائل العقيدة. بالإضافة إلى معالجة التحديات والأيديولوجيات المعاصرة، يغطي هذا الكتاب موضوعات مثل تجميع الأحاديث، والتوثيق، وسير العلماء، ومختلف جوانب التعاليم الإسلامية. انطلاقًا من المبادرة الأدبية لندوة المصنّفين، تم إكمال المجلد الأول في الهند قبل التقسيم، بينما تم الانتهاء من المجلد الأخير في المدينة المنورة بعد 17 عامًا.

## الخلفية
يشرح مقدمة الكتاب سبب التجميع، مؤكدًا على الحاجة إلى إعادة تقييم الأحاديث في العصر الحديث. وهذا يشير إلى أن المجموعات التقليدية قد لا تكون قادرة على معالجة تحديات العصر الحالي بشكل مناسب. يدعو المؤلف إلى اتباع نهج ديناميكي في فهم وتطبيق أقوال النبي على القضايا الدولية والاجتماعية الحالية، وتشجيع العلماء على استكشاف مؤلفات جديدة تتماشى مع تعقيدات ذلك الوقت. الهدف هو سد الفجوة بين المناقشات التاريخية والمخاوف الملحة اليوم، وتعزيز فهم أكثر سياقية وقابلية للتطبيق للتوجيه الإسلامي. وعلى الرغم من نية المؤلف الأولية لكتابة ما بين ثمانية إلى عشرة مجلدات، إلا أن المشروع انتهى بأربعة مجلدات. وقد نشر عدد تشرين الأول 1949 من مجلة المعارف الشهرية الصادرة عن دار المصنّفين أكاديمية شبلي مراجعة مفصلة للمجلد الأول، كما نُشرت مراجعة للمجلد الثالث في مجلة الفرقان الشهرية في عدد أيلول 1957.

## المجلدات
يبدأ الكتاب بالمجلد الأول الذي يركز على التوحيد، ويسبقه مناقشات حول علم الحديث والمواضيع ذات الصلة. تتضمن العناوين الفرعية في كتاب التوحيد بشكل منهجي نصوص الأحاديث المقتبسة، تليها الفهم المشترك والترجمات. تقدم الحواشي الأحكام القانونية ذات الصلة، مع الحفاظ على الاتساق في جميع الفصول. يقدم المؤلف تصنيفًا جديدًا للأحاديث، مما يشكل المجلدات اللاحقة. ويتناول المجلد الثاني موضوعات مثل الإيمان بالغيب، واليقين والإيمان، وإيمان الصحابة، وصفات المؤمن، وحقيقة الشرك وأنواعه، والنفاق، والمنافقين. ويستمر المجلد الثالث في دراسة كتاب الإيمان، ويتناول القدر والأنبياء بمقدمة تقتبس أحكام شاه ولي الله الدهلوي. ويركز المجلد الرابع على المعجزات، ويبدأ بمقالة من 113 صفحة تتناول موضوعات مثل حقيقة المعجزات في القرآن، ومكانة المعجزات الحسية، ومقارنة المعجزات بالسحر.

## الاستقبال
وقد حظي بإشادة من العلماء. أثنى عمران كاجي وموسى كاجي، مؤلفا كتاب "تراث علماء ديوبند"، ونظام الدين عسير عدراوي عليه باعتباره كتابًا فريدًا من نوعه باللغة الأردية. وقد أشاد عبد الوارث خان، مدركًا أهميته العلمية، بتميز المؤلف في نقل الأحاديث بقدرة فكرية.  ويصفه القاضي خالد محمود، القاضي السابق في المحكمة العليا الباكستانية، بأنه كنز علمي رائع، وأعظم خدمة للأحاديث في عصره. ويشير محمد طيب قاسمي، الرئيس السابق لدار العلوم ديوبند، إلى شعبيتها بين النخب وعامة الناس. أشاد بها أنزار شاه كشميري باعتبارها تحفة فنية في اللغة الأردية، حيث أظهرت فردية استثنائية في الدراسات الإسلامية. ويعتبر محمد رياض الله من جامعة مدراس أن هذا إنجاز علمي مقبول على نطاق واسع. ويرى محمد كليم من جامعة عليكرة الإسلامية أن هذا الكتاب قراءة ضرورية، ويقدم فهمًا شاملاً للإسلام. ويخلص يوسف بنوري إلى أن هذا العمل تحفة فنية لا مثيل لها، ومقدر له أن يظل ذكرى حية ومصدرًا مستمرًا للفائدة للعلماء.

## طالع أيضًا
- دراسات الحديث الديوبندي

## روابط خارجية
- ترجمان السنة في أرشيف الإنترنت